# Hersiliola macullulata
Hersiliola macullulata är en spindelart som först beskrevs av Dufour 1831.  Hersiliola macullulata ingår i släktet Hersiliola och familjen Hersiliidae. Inga underarter finns listade i Catalogue of Life.